# Oryzias latipes
Oryzias latipes, conosciuto comunemente come pesce del riso o medaka, è un piccolo pesce d'acqua dolce e salmastra, appartenente alla famiglia Adrianichthyidae.

## Distribuzione e habitat
Questa specie è diffusa in Asia orientale (Corea, Cina, Vietnam e Giappone) dove abita acque lente e paludose (stagni, paludi, risaie) e anche acque salmastre, paludi salse e laghi di marea.

## Descrizione
Il Pesce del riso si presenta con un corpo snello e allungato, minuto, con occhi grandi, profilo dorsale orizzontale e ventre poco pronunciato (tranne nelle femmine gravide). La pinna dorsale è molto arretrata, così come le stesse ventrali e la pinna anale, trapezoidale. La pinna caudale è a forma di delta. 

Raggiunge una lunghezza massima di poco superiore ai 3 cm.

## Riproduzione

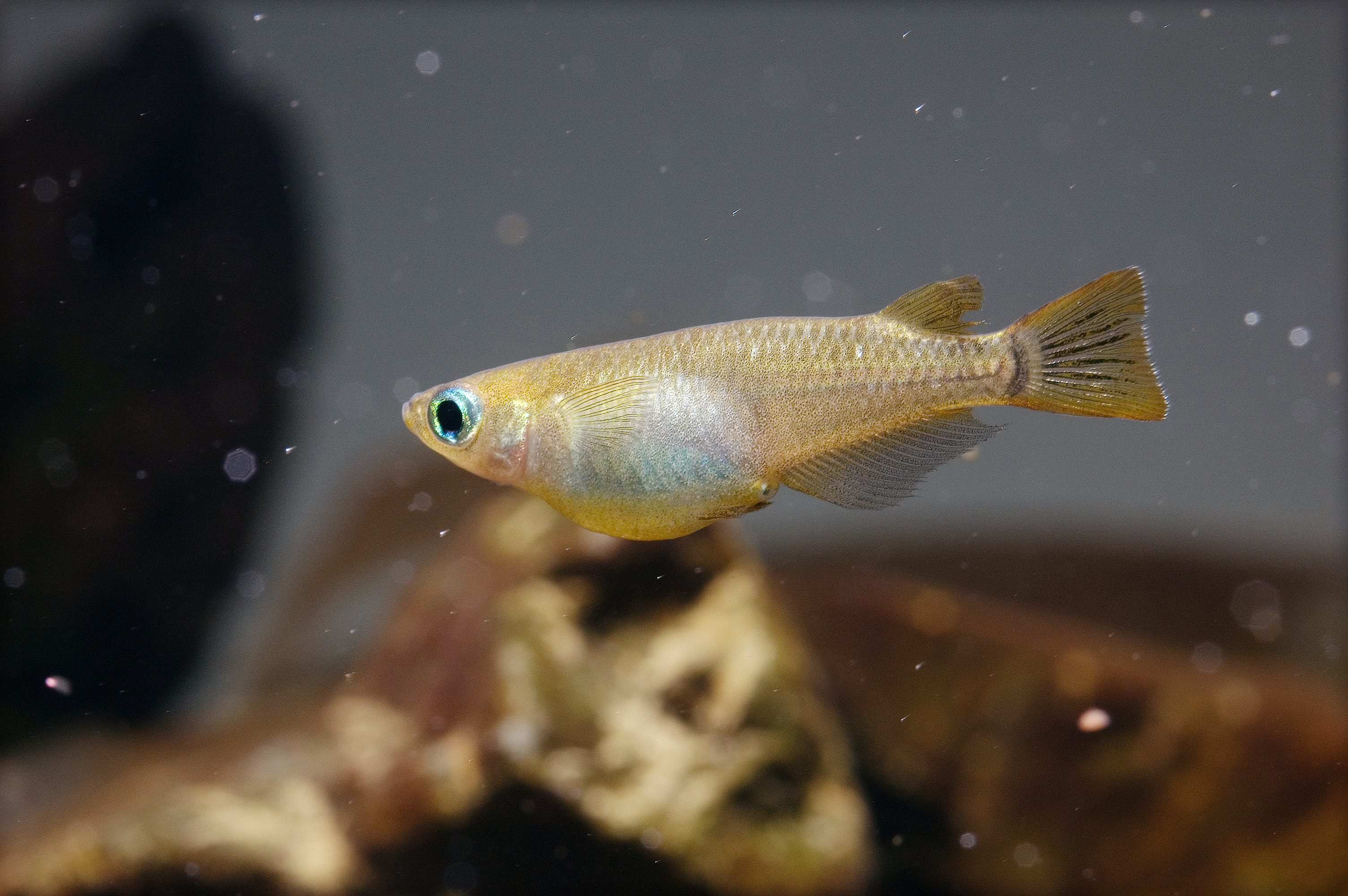
Una femmina pronta per la deposizione

Il periodo riproduttivo cade tra aprile e settembre. La fecondazione è esterna: ogni piccolo uovo trasparente è unito agli altri con dei filamenti. Dopo la fecondazione rimangono per qualche tempo collegate al corpo della femmina, fino a quando non aderiscono a qualche pianta acquatica, roccia o legno sommerso.

## Acquariofilia
Anche se non così diffuso commercialmente, è allevato per le sue minute dimensioni e il suo aspetto piacevole. Ad oggi esistono più di 700 varietà di medaka.

## Ricerca
Considerando che il suo genoma è di più facile lettura e più breve di quello di Danio rerio, il pesce del riso è particolarmente studiato per ricerche genetiche ed oncologiche.